# Деверо, Джеймс
Джеймс Патрик Синнот Деверо (англ. James Patrick Sinnott Devereux; 20 февраля 1903 — 5 августа 1988) — генерал Корпуса морской пехоты США во время Второй мировой войны, обладатель Военно-морского Креста и конгрессмен-республиканец.
Командовал 1-м отрядом оборонительного батальона во время обороны острова Уэйк в декабре 1941 года. Был взят в качестве военнопленного вместе со своими людьми после 15-дневного боя с японцами. После освобождения в сентябре 1945 года завершил свою военную карьеру со званием полковника в 1948 году, а после выхода на пенсию получил звание бригадного генерала. Позже он представлял второй избирательный округ штата Мэриленд в Палате представителей Соединенных Штатов в течение четырёх сроков с 1951 по 1959 год. Был кандидатом на выборах губернатора штата Мэриленд в 1958 году, но не избрался.